# Pseudataenius gracilitarsis
Pseudataenius gracilitarsis är en skalbaggsart som beskrevs av Rudolph Petrovitz 1973. Pseudataenius gracilitarsis ingår i släktet Pseudataenius och familjen Aphodiidae. Inga underarter finns listade i Catalogue of Life.